# 황진원
황진원(1978년 9월 24일 ~ )은 대한민국 프로 농구 KBL의 선수이다.
그는 전천후 슈팅가드였다. 내외각을 넘나드는 준수한 공격력에다 리딩 능력도 좋아, 보조 포인트가드 역할까지 맡았기 때문이다. 팀에서는 효용가치가 높은 '멀티플레이어'였기에, 감독들이 가장 선호하는 스타일의 선수라는 평가도 받았다.
모기업이 어려워 '헝그리 돌풍'으로 농구팬들에게 감동을 줬던 여수 코리아텐더 푸르미 시절에는, 에이스로 맹활약하며 2002-2003시즌 기적의 '4강 신화'를 이끌었다. 부산 KTF 매직윙스 시절에는 뛰어난 수비와 알토란 같은 득점으로, 팀의 2006-2007시즌 챔피언시리즈 준우승에 기여한 숨은 공신이다. 안양 KT&G 시절에는, 주희정과 함께 팀의 승승장구 돌풍을 이끈 주역이었다. 등번호 24번 달았던 모습과 함께 플레이스타일이 마치 코비 브라이언트 같아서 '황코비'라는 별명이 붙여지기도 했다. 원주 동부 프로미 시절에는 주장이었으며, 팀의 KBL 최다승과 정규리그 우승을 달성한 2011-2012시즌에는 김주성과 주축멤버로 활약했다.
그는 14시즌 동안 7번의 이적을 경험했는데, 그만큼 그를 원하는 팀이 많았다는 의미이다. 2001년 수원 삼성 썬더스에서 5순위로 지명받아 입단했지만, 시즌 개막 전에 [창원 LG 세이커스]로 트레이드 되었다. 이후 [여수 코리아텐더→서울 SK→부산 KTF→안양 KT&G→원주 동부]를 거쳐, 2012년에는 11년 만에 친정팀인 서울 삼성 썬더스로 복귀했다. 그리고 2014년 5월, 삼성에서 김승현과 함께 은퇴했다.
- 통산 기록:

593 경기/ 5,028 득점/ 577 스틸/ 1,471 어시스트/ 1,184 리바운드/ 3점슛 488개

## 출신 학교
고향은 경상남도 마산이다. 고교시절부터 꾸준히 30득점 가까이 해주는 마산고의 득점머신이었고, 대학시절에도 꾸준히 15득점 이상을 올려주는 성실한 선수였다. 송영진, 김주성과 함께 중앙대학교의 전성시대를 일궜던 주역이었다.
- 회원초등학교
- 마산동중학교
- 마산고등학교
- 중앙대학교

## 수상 경력
- 1999 농구대잔치 <어시스트상>
- 2002-2003 프로농구 <기량발전상>
- 2005-2006 프로농구 <수비5걸상>
- 2009-2010 프로농구 <수비5걸상>

## 이적 경로
프로농구에서 트레이드 경험이 가장 많은 선수다. 강대협 역시 비슷하기에, 이 둘을 '져니맨'이라고 한다.
- 수원 삼성 썬더스 (2001.1~2001.5)
- 창원 LG 세이커스 (2001.5~2001.12)
- 여수 코리아텐더 푸르미/부산 KTF (2001.12~2003.12)
- 서울 SK 나이츠 (2003.12~2005.11)
- 부산 KTF 매직윙스 (2005.11~2007.5)
- 안양 KT&G 카이츠 (2007.6~2010.4)
- 원주 동부 프로미 (2010.4~2012.5)
- 서울 삼성 썬더스 (2012.5~2014.5)

## 그 외
- 은퇴 후에는, 인천 제물포고등학교에서 농구부 코치를 역임했다. 2015년부터, 전남 여수에서 'ZEST 농구교실'을 운영하고 있다. 2016년 9월부터 양정고등학교 농구부 코치를 맡고 있다.
- 종교는 천주교이며, 세례명은 요한이다.